# Тарнув (гмина)
Тарнув (пол. Tarnów) — сельская гмина (волость) в Польше, входит как административная единица в Тарнувский повет, Малопольское воеводство. Население — 22 676 человек (на 2004 год).

## Демография
| Перепись                       | Всего   | Всего | Женщины | Женщины | Мужчины | Мужчины |
| ------------------------------ | ------- | ----- | ------- | ------- | ------- | ------- |
| Единицы                        | человек | %     | человек | %       | человек | %       |
| Население                      | 22 676  | 100   | 11 485  | 50,6    | 11 191  | 49,4    |
| Плотность населения (чел./км²) | 273,8   | 273,8 | 138,7   | 138,7   | 135,1   | 135,1   |

## Сельские округа
1. Бяла
2. Блоне
3. Йодлувка-Валки
4. Кошице-Мале
5. Кошице-Вельке
6. Ленкавка
7. Новодвоже
8. Поремба-Радльна
9. Тарновец
10. Воля-Жендзиньска
11. Завада
12. Збылитовска-Гура
13. Зглобице

## Соседние гмины
1. Гмина Чарна
2. Гмина Лися-Гура
3. Гмина Плесьна
4. Гмина Скшишув
5. Тарнув
6. Гмина Тухув
7. Гмина Вежхославице
8. Гмина Войнич
9. Гмина Жабно